# سانت وينو (كورنوال)
سانت وينو (بالإنجليزية: St Winnow)‏ هي أبرشية مدنية تقع في المملكة المتحدة في إنجلترا. يقدر عدد سكانها بـ 328 نسمة .